# 445–459 Great Western Road

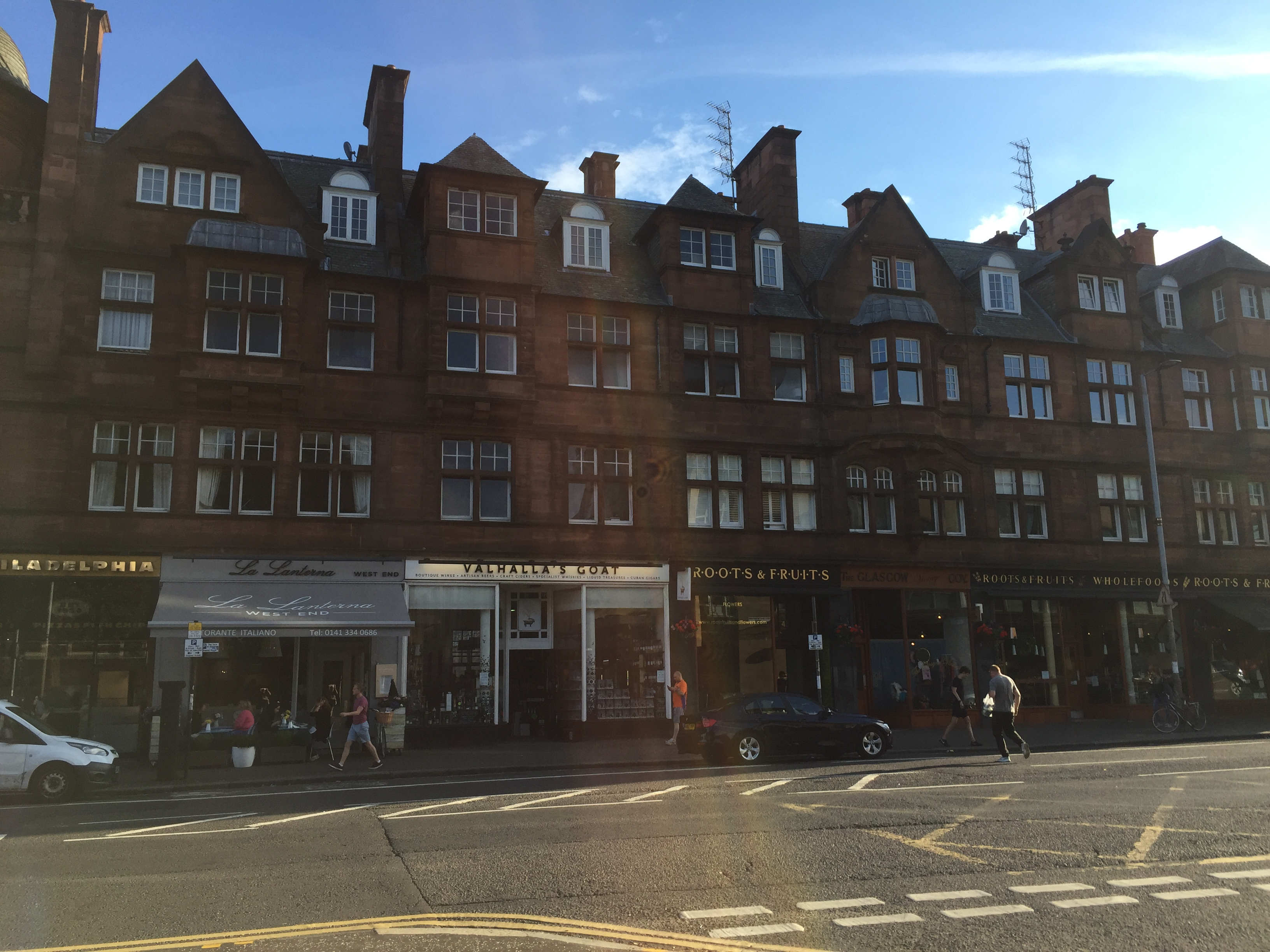
445–459 Great Western Road

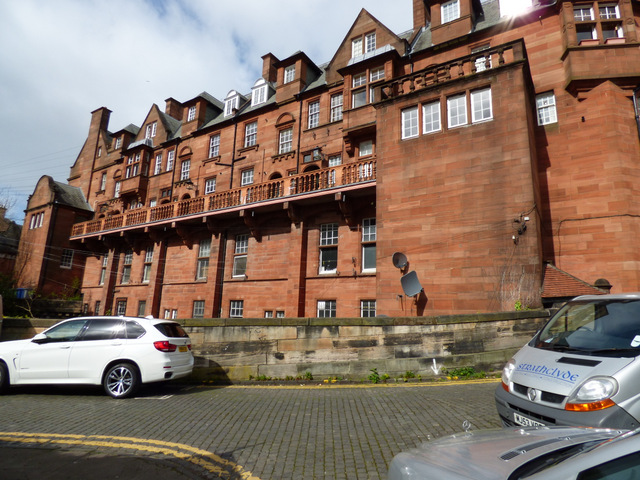
Rückseite des Komplexes

Unter der Adresse 445–459 Great Western Road in der schottischen Stadt Glasgow befindet sich Komplex von Wohn- und Geschäftsgebäuden, der auch unter dem Namen Caledonian Mansions zusammengefasst wird. 1970 wurde das Bauwerk in die schottischen Denkmallisten zunächst in der Kategorie B aufgenommen. Die Hochstufung in die höchste Denkmalkategorie A erfolgte 1986.

## Beschreibung
Das Gebäude wurde zwischen 1897 und 1898 erbaut. Für den Entwurf zeichnet der schottische Architekt James Miller verantwortlich. Im Jahre 1901 wurde es in dem Buch Glasgow Contemporaries at the Dawn of the Twentieth Century thematisiert.
Das dreistöckige Gebäude mit Mansardgeschoss steht an der Great Western Road (A82) nahe der Great Western Road Bridge über den Kelvin. Stilistisch weist es Arts-and-Crafts-Motive im Stile der Glasgow School auf. Die nordexponierte Frontfassade entlang der Great Western Road ist beinahe symmetrisch aufgebaut; einzelne Bauteile brechen jedoch die Symmetrie. Ebenerdig sind Ladengeschäfte mit flächigen Schaufenstern eingerichtet. Das Mauerwerk besteht aus rotem, poliertem Sandstein. In den Obergeschossen treten verschiedentlich Erker auf Kragsteinen heraus. Die Fenster sind meist zu Zwillingsfenstern mit steinernen Fensterkreuzen gekuppelt. Anstelle der länglichen Fenster finden sich auf der Zentralachse im ersten Obergeschoss Rundbogenfenster. Pilaster flankieren zahlreiche Fenster. Mehrere schlichte Gesimse gliedern die Fassade horizontal. Von den Kanten kragen runde Ecktourellen aus. Sie schließen mit schiefergedeckten geschwungenen Hauben.